# Wyoming megye (Nyugat-Virginia)
Wyoming megye az Amerikai Egyesült Államokban, azon belül Nyugat-Virginia államban található. Megyeszékhelye Pineville, legnagyobb városa Mullens. Lakosainak száma 21 382 fő (2020. április 1.). Wyoming megye Boone, McDowell, Mercer, Mingo, Logan és Raleigh megyékkel határos.

## Népesség
A megye népességének változása:
| Lakosok száma | 23 733 | 23 488 | 23 258 | 23 019 | 22 151 | 21 382 |
|               | 2010   | 2011   | 2012   | 2013   | 2015   | 2020   |